# Leytonstone
Leytonstone e uma área do Leste de Londres e parte do bairro londrino de Waltham Forest. É uma área suburbana de alta densidade, localizada sete milhas a nordeste de Charing Cross no condado cerimonial da Grande Londres ao condado histórico de Essex. Faz fronteira com Walthamstow a noroeste, Wanstead (no bairro londrino de Redbridge) para o norte, Leyton para o sul, Forest Gate (no bairro londrino de Newham) para o leste. É um famoso bairro por aí terem nascido o cineasta Alfred Hitchcock em 1899, e o futebolista David Beckham e o baixista Steve Harris dos Iron Maiden.